# Christiane Lemm

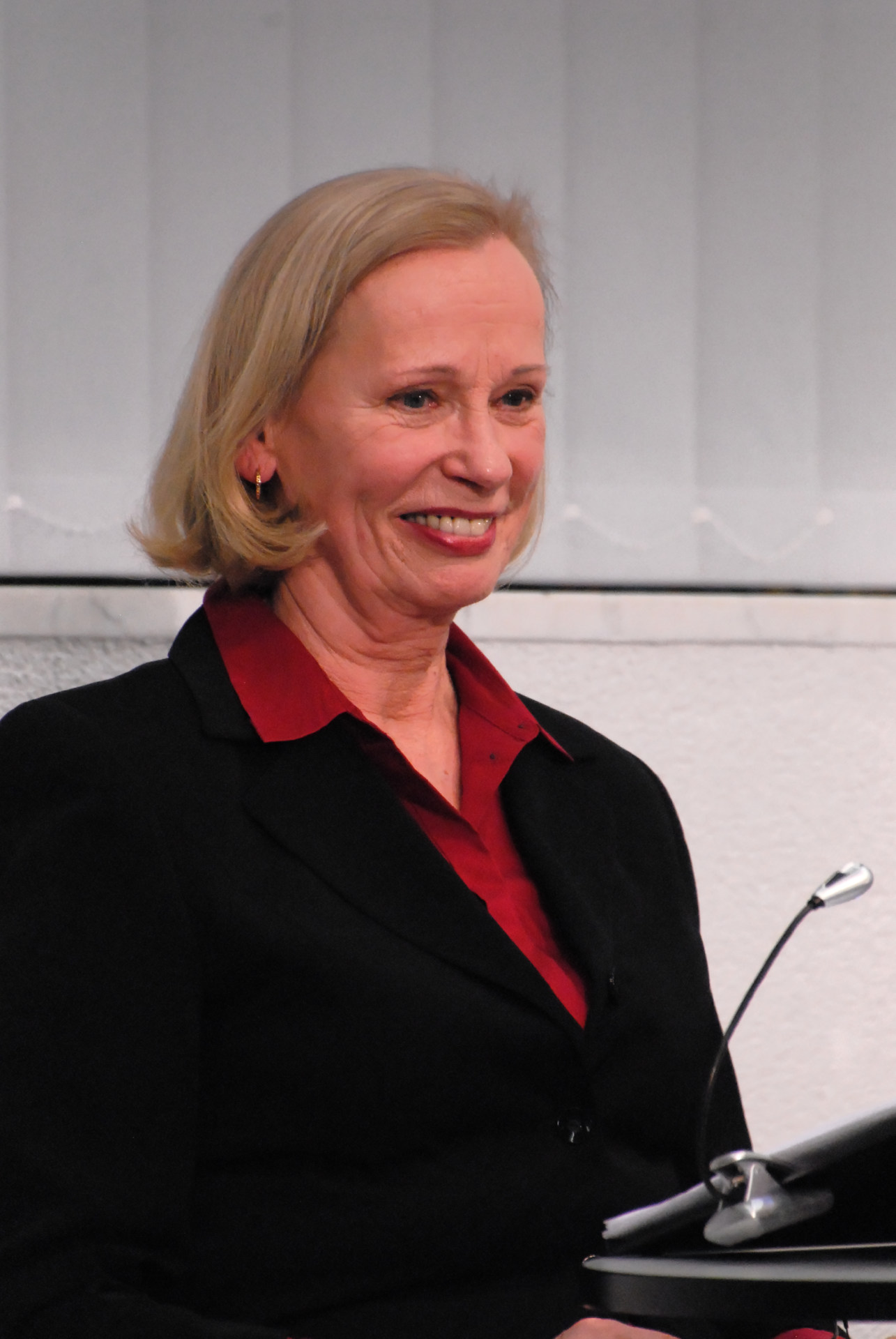
Christiane Lemm, 2017

Christiane Lemm (* 1953 in Berlin) ist eine deutsche Schauspielerin.

## Leben

### Ausbildung und Theater
Lemm ist gebürtige Berlinerin. Sie absolvierte von 1968 bis 1971 ihre Schauspielausbildung an der Max-Reinhardt-Schule (heute: Universität der Künste) in Berlin. Ihr erstes Theaterengagement hatte sie von 1972 bis 1975 am Schauspielhaus Köln. Es folgten Engagements am Düsseldorfer Schauspielhaus (1976–1978), an den Städtischen Bühnen Nürnberg (1979–1981; u. a. Titelrolle in Rose Bernd, Regie: Hansjörg Utzerath, mit Ksch. Jochen Kuhl als Streckmann), erneut am Schauspielhaus Köln (1982–1983; u. a. Titelrolle in Yvonne, Prinzessin von Burgund von Witold Gombrowicz; Regie: Luc Bondy) und am Schauspiel Frankfurt am Main (1984–1985; als Leonie in Kampf des Negers und der Hunde von Bernard-Marie Koltès; Regie: Hans-Dieter Jendreyko).
Von 1986 bis 1996 war Lemm festes Ensemblemitglied am Düsseldorfer Schauspielhaus. Zu ihrer Rollen in dieser Zeit gehörten u. a.: die Titelrolle in Dona Rosita bleibt ledig oder Die Sprache der Blumen von Federico García Lorca (1986), Anja in Kinder der Sonne von Maxim Gorki (Spielzeit 1988/89; Regie: Werner Schroeter; mit Peter Kern und Albert Kitzl als Partnern), Anna in Wassa Schelesnowa von Maxim Gorki (1992/93; mit Nicole Heesters in der Titelrolle), Rosetta in Leonce und Lena (1994), die Amme in Romeo und Julia (1994; Regie: Karin Beier) und Frau John in Die Ratten (1996; Regie: Wolf-Dietrich Sprenger). Mit der Romeo und Julia-Inszenierung gastierte sie 1994 auch beim Berliner Theatertreffen. 1987 gastierte sie während ihres Düsseldorfer Festengagements am Theater Freiburg.
Ab 1996 war Lemm als freiberufliche Schauspielerin tätig; sie hatte für ihre Theaterarbeit Stückverträge und Gastverträge an verschiedenen Theatern, u. a. Hessischen Staatstheater Wiesbaden (1997) und beim Euro-Studio Landgraf (2001).
Von 1998 bis 2001 war sie am Schauspiel Bonn engagiert. Von 2001 bis 2004 gehörte sie zum festen Ensemble des Theaters Koblenz; später trat sie sie dort weiterhin als Gast auf. Zu ihren Rollen in Koblenz gehörten u. a. Daja in Nathan der Weise (2002; Regie: Annegret Ritzel), Frau Sidonie Knobbe in Die Ratten (2002), Agnes Sorel in Die Jungfrau von Orleans (2002), Frau in Unerwartete Rückkehr von Botho Strauß (2004; Regie: Annegret Ritzel), Frau Miller/Millerin in Kabale und Liebe (2005) und Gräfin Geschwitz in Lulu (Spielzeit 2007/08).
Weitere Gastengagements hatte sie bei den Kreuzgangspielen Feuchtwangen (2003–2005; 2003 als Titania/Hippolyta in Ein Sommernachtstraum; 2005 als Celestina in Don Juan oder Die Liebe zur Geometrie), am Rheinischen Landestheater Neuss (2005), am Ernst-Deutsch-Theater in Hamburg (2006; als Clara in Vor dem Ruhestand, Regie: Wolf-Dietrich Sprenger) und am Staatstheater Karlsruhe (2008). 2008 gastierte sie am Schlosstheater Celle als Mary Tyrone in dem Schauspiel Eines langen Tages Reise in die Nacht. In der Spielzeit 2008/09 übernahm sie am Staatstheater Braunschweig die Rolle der Konsulin Buddenbrook in einer Bühnenfassung des Romans Buddenbrooks. In der Spielzeit 2009/10 spielte sie am Theatre des Capucins in Luxemburg die Rolle der Gutsbesitzerin Ljubow Andrejewna Ranjewskaja in Der Kirschgarten. 2010/2011 trat sie bei den Freilichtspielen Schwäbisch Hall als Claire Zachanassian in Friedrich Dürrenmatts Tragikomödie Der Besuch der alten Dame auf. In der Spielzeit 2010/11 gastierte sie wieder am Schlosstheater Celle, diesmal als Hekabe in Der Untergang von Walter Jens. 2011 spielte sie am Schauspielhaus Dortmund die Mutter des Bräutigams in Die Kleinbürgerhochzeit. 2011 gastierte sie am Schlosstheater Celle als Erzählerin und Anttila in dem Stück Der Mann ohne Vergangenheit von Aki Kaurismäki (Regie: Thomas Blubacher); außerdem trat sie dort 2011 als Mutter des Fliegers Yang in Der gute Mensch von Sezuan auf.

### Film und Fernsehen
Lemms Filmkarriere begann 1969 mit der wichtigen Nebenrolle der Gisela in dem Fernsehfilm Bambule. (Erstausstrahlung 1970). Seit Ende der 1970er Jahre war Lemm regelmäßig in Kinofilmen, Fernsehfilmen und Fernsehserien zu sehen; Schwerpunkt ihrer schauspielerischen Tätigkeit blieb jedoch weiterhin ihre Theaterarbeit.
In den 1980er Jahren war sie in zwei Tatort-Rollen zu sehen, die sie auch einem größeren Publikum bekannt machten. In dem SWR-Tatort-Krimi Täter und Opfer (Erstausstrahlung Mai 1984), mit Karin Anselm als Hauptkommissarin Hanne Wiegand, spielte Lemm die Rolle der Birgit Ruperti; sie war die Ehefrau des ermordeten Geschäftsmanns und Inhabers einer Pharmafirma in Baden-Baden, Jürgen Ruperti. In dem Tatort-Krimi Tatort: Das Haus im Wald (1985) hatte sie neben Götz George als Kommissar Schimanski die weibliche Hauptrolle. Sie verkörperte Ulla, eine schüchterne, geheimnisvolle und mysteriöse junge Frau.
In dem Kinofilm Gossenkind (1992) von Peter Kern spielte sie die Rolle der Mutter. In der Filmbiografie Domenica, ebenfalls von Regisseur Peter Kern, über das Leben der Prostituierten Domenica Niehoff spielte sie die Rolle der Nonne Schwester Klara.
2000/2001 hatte sie eine wiederkehrende Serienrolle in der ZDF-Fernsehserie Die Rettungsflieger; sie spielte die Mutter des Rettungsassistenten Torsten Biedenstedt. In dem Fernsehzweiteiler Im Schatten der Macht (2003) verkörperte sie Mildred Scheel. In dem Kinofilm Hitlerkantate (2004) spielte sie Gerda Scheuner, die Mutter der weiblichen Hauptfigur Ursula Scheuner. In der Filmkomödie Das Hochzeitsvideo (2012) von Sönke Wortmann spielte sie Margarete von Stieglitz, die Mutter der männlichen Hauptfigur Sebastian von Stieglitz. 2012 war sie in der ARD-Fernsehserie Rote Rosen in der Rolle der Julia Westphal zu sehen; sie spielte die Mutter der weiblichen Hauptfigur Bente Westphal. In dem ZDF-Fernsehkrimi Marie Brand und die Engel des Todes (2013) war sie die im Rollstuhl sitzende Malerin und Künstlerin Sibille von Samtleben.
Lemm hatte außerdem Serienrollen u. a. in den Fernsehserien Ein Fall für zwei (1984), Großstadtrevier (1991), Stadtklinik (1996), Der Fahnder (1998; als Putzfrau Claudia Henke), SOKO Köln (2006; als Mutter Maria Henke), SOKO Stuttgart (2010) und Danni Lowinski (2014).

### Lesungen
Christiane Lemm tritt seit vielen Jahren mit Lesungen und literarischen Leseabenden auf. Ihr Repertoire reicht dabei von Heinrich Heine bis zu den klassischen Texten der literarischen Moderne. Sie las u. a. Gedichte von Erich Kästner, Erzählungen von Thomas Mann (Der kleine Herr Friedemann) und Ausschnitte aus den Tagebüchern von Cosima Wagner. 2013 trat sie im Theatermuseum Düsseldorf gemeinsam mit dem Schauspieler Bernd Ludwig mit dem literarischen Programm Zwei Jongleure einer großen Liebe auf; Lemm/Ludwig lasen aus Liebesbriefen von Anton Tschechow und Olga Knipper. Im März 2015 trat Lemm, gemeinsam mit der Schauspielerin Petra Kuhles, auf der Studiobühne des Düsseldorfer Theatermuseums mit dem literarischen Programm Geliebtes Wesen… auf. Lemm/Kuhles lasen Auszüge aus der Briefkorrespondenz und aus Tagebucheinträgen der beiden Schriftstellerinnen und langjährigen Freundinnen Virginia Woolf und Vita Sackville-West.

### Auszeichnungen und Privates
1974 erhielt Lemm in der Sparte Schauspiel den Förderpreis des Landes Nordrhein-Westfalen für junge Künstlerinnen und Künstler. Bei der jährlichen Kritikerumfrage der Zeitschrift Theater heute erhielt sie insg. vier Nominierungen als „Schauspielerin des Jahres“. Lemm lebt in Düsseldorf.

## Filmografie (Auswahl)
- 1970: Bambule (Fernsehfilm)
- 1979: Martha und Laura auf See (Fernsehfilm)
- 1979: Der Tote bin ich (Fernsehfilm)
- 1980: Die Judenbuche (Fernsehfilm)
- 1983: Kiez – Aufstieg und Fall eines Luden
- 1983: Ziemlich weit weg (Kinofilm)
- 1984: Ein Fall für zwei (Fernsehserie; Folge: Chemie eines Mordes)
- 1984: Tatort – Täter und Opfer (Fernsehreihe)
- 1985: Tatort – Das Haus im Wald (Fernsehreihe)
- 1986: Die Montagsfamilie (Fernsehserie)
- 1987: Das andere Leben (Fernsehfilm)
- 1989: Hab’ ich nur deine Liebe (Kinofilm)
- 1991: Großstadtrevier (Fernsehserie; Folge: Tod auf Raten)
- 1991: Verurteilt: Anna Leschek (Fernsehfilm)
- 1992: Gossenkind (Kinofilm)
- 1993: Ein Mann für jede Tonart (Kinofilm)
- 1993: Domenica (Kinofilm)
- 1993: Tisch und Bett (Fernsehserie)
- 1995: Kommt Mausi raus?! (Fernsehfilm)
- 1996: Stadtklinik (Fernsehserie; zwei Folgen)
- 1998: Der Fahnder (Fernsehserie; Folge: Blutiges Geld)
- 1998: Tatort: Engelchen flieg (Fernsehreihe)
- 2000: Kill Me Softly – Frauenmord in Frankfurt
- 2000–2001: Die Rettungsflieger (Serienrolle)
- 2003: Mein Leben & Ich (Fernsehserie; Folge: Alles wird anders; Teil 1)
- 2003: Im Schatten der Macht (Fernsehzweiteiler)
- 2004: Hitlerkantate (Kinofilm)
- 2005: Der Elefant – Mord verjährt nie (Fernsehserie; Folge: Verlorene Jahre)
- 2006: SOKO Köln (Fernsehserie; Folge: Die Spur des Jägers)
- 2007: Post Mortem – Beweise sind unsterblich (Fernsehserie; Folge: Alte Wunden)
- 2010: Verhältnisse (Fernsehfilm)
- 2010: SOKO Stuttgart (Fernsehserie; Folge: Tödliche Heilung)
- 2010: Die letzten 30 Jahre (Fernsehfilm)
- 2012: Das Hochzeitsvideo (Kinofilm)
- 2012: Rote Rosen (Fernsehserie; Serienrolle)
- 2013: Marie Brand und die Engel des Todes (Fernsehfilm)
- 2014: Danni Lowinski (Fernsehserie; Folge: Verrat)
- 2015: Besser als Du (Fernsehfilm)